# Soledad Villamil
Soledad Villamil (La Plata, 19 giugno 1969) è un'attrice e cantante argentina.

## Biografia
Come attrice ha lavorato nel cinema, in teatro e in televisione. Il suo primo ruolo è del 1991 in Vivir mata. Nel 2000 ha vinto il Premio Cóndor de Plata come miglior attrice nel film El mismo amor, di Juan José Campanella, e nel 2010 per il suo ruolo ne Il segreto dei suoi occhi, per il quale ha ricevuto anche il Premio Goya come miglior attrice. Come cantante la Villamil cominciò nel 2006 affrontando temi di tango e folclore argentino.

## Filmografia

### Cinema
- Vivir mata, regia di Bebe Kamin (1991)
- Un muro de silencio, regia di Lita Stantic (1993)
- El sueño de los héroes, regia di Sergio Renán (1996)
- La vida según Muriel, regia di Eduardo Milewicz (1997)
- El mismo amor, la misma lluvia, regia di Juan José Campanella (1999)
- Un oso rojo, regia di Israel Adrián Caetano (2002)
- No sos vos, soy yo, regia di Juan Taratuto (2004)
- Il segreto dei suoi occhi (El secreto de sus ojos), regia di Juan José Campanella (2009)
- Todos tenemos un plan, regia di Ana Piterbarg (2012)
- ¿Quién mató a Mariano Ferreyra?, regia di Julián Morcillo e Alejandro Rath (2013)
- Las grietas de Jara, regia di Nicolás Gil Lavedra (2018)
- Teu Mundo Não Cabe Nos Meus Olhos, regia di Paulo Nascimento (2018)
- Una notte di 12 anni (La noche de 12 años), regia di Álvaro Brechner (2018)
- Cerrar los ojos, regia di Víctor Erice (2023)
- Goyo, regia di Marcos Carnevale (2024)

### Serie TV
- Zona de riesgo – serie TV, episodi 5x1 (1993)
- De poeta y de loco – serie TV, 39 episodi (1996)
- La condena de Gabriel Doyle – serie TV, 1 episodio (1998)
- Vulnerables – serie TV, 70 episodi (1999-2000)
- Culpables – serie TV, 39 episodi (2001)
- Locas de amor – serie TV, 35 episodi (2004)
- Televisión por la identidad – serie TV, episodi 1x1 (2007)
- La Casa del Mar – serie TV, 12 episodi (2015-2016)

## Discografia
- Soledad Villamil canta (2007)
- Morir de amor (2009)
- Canción de viaje (2012)

## Premi
- Premio Cóndor de Plata
  - 2000
  - 2010
- Premio Goya
  - 2010 Migliore attrice rivelazione Il segreto dei suoi occhi